# 엄성규

## 생애
2014년 총경으로 승진한 엄성규는 충청북도 음성경찰서 제59대 서장으로 부임하며 경찰서장 직무를 처음 수행하였다. 이후 서울지방경찰청 제3기동단장으로 전보되어 서울지역 집회·시위 현장에서 경찰기동대 운영을 지휘하였다. 이어 제57대 서울남대문경찰서장 직을 수행하며 도심권 치안 행정을 총괄하였다. 이 후 서울지방경찰청 경비과장으로 발령되어 국가 주요 행사와 대규모 집회에 대한 경비 작전 업무를 담당하였다. 이어 제30대 부천원미경찰서장으로 전보되어 일선 경찰서장 역할을 이어갔다.
2021년 경무관으로 승진한 뒤 서울특별시경찰청 경찰관리관 및 기동본부장을 겸직하며 서울 기동부대 운영 체계와 장비 관리를 총괄하였다. 2023년 초 제77대 전주완산경찰서장으로 임명되어 지역 치안 업무를 지휘하였다.
2023년 4월 치안감으로 승진하며 경찰청 경비국장에 임명되어 재난 대응, 집회·시위 관리, 국가 주요시설 경비 등의 중앙 경비 행정을 총괄하고 지휘체계 및 매뉴얼 정비를 수행하였다.
2024년 8월 제40대 강원특별자치도경찰청장으로 부임하였다. 부임 후 춘천역 지하차도 및 홍천 남면 등 침수 우려 지역을 방문해 재난 대비 실태를 점검하였다. 강릉 경포해수욕장을 찾아 여름경찰서 운영 현황을 확인하고 기초질서 캠페인을 포함한 특별 치안대책을 시행하였다. 해변 순찰 경찰관들을 격려하고 응급 대응, 친절 민원 응대 체계 유지를 지시하였다.